# Koninklijke Nederlandse Motorrijders Vereniging
De Koninklijke Nederlandse Motorrijders Vereniging (KNMV) is een Nederlandse belangenvereniging voor motorrijders opgericht in 1904.

## Predicaat Koninklijk
De vereniging werd opgericht op 26 juni 1904 en was gevestigd in Haarlem. Er werden demonstratiewedstrijden en recreatietochten georganiseerd voor leden. Het officieel orgaan van de vereniging was “Het motorrijwiel”. Een van de eerste bestuursleden was wielerkampioen H.J. Gorter.
Tot de vereniging in 1916 het predicaat Koninklijk kreeg, was de afkorting nog NMV. De verlening van het predicaat was een rechtstreeks gevolg van het voorstel van de Nederlandsche Motorwielrijders Vereeniging om tot een Vrijwillig Militair Motorrijwiel Korps te komen. In de herfst van 1941 verdween - tijdelijk - de "K", zoals bij alle Nederlandse Koninklijke verenigingen, omdat volgens de Duitse bezetter Nederland niet langer een Koninkrijk was.

## Activiteiten
De KNMV organiseert motorsportevenementen in Nederland, en verzorgt bovendien diverse cursussen, zoals de Sport-VRO, TTT, VRO en VRT. Ook kan men er technische cursussen volgen en verzekeringen afsluiten. De KNMV verzorgt bovendien een speciale dienst, de Mobile Medical Center (MMC).
Voor bijzondere prestaties van Nederlandse motorrijders, heeft de KNMV de Hans de Beaufort-beker in het leven geroepen. Deze hoogste onderscheiding in de Nederlandse motorsportwereld, wordt in principe jaarlijks, op het motorsportgala in januari uitgereikt.

## Mobile Medical Center
De MMC, Mobile Medical Center, is een medische opvangruimte die ingezet wordt bij (motor)sportevenementen, maar die ook bij andere evenementen, waar een adequate medische opvang noodzakelijk of gewenst is, gebruikt kan worden. De bemanning bestaat uit één Verpleegkundige en één eerste hulp verlener (EHV'er) vaak uitgebreid met een arts. In de MMC zijn alle middelen aanwezig om de eerste, acute opvang van een gewonde of ernstig zieke te verrichten. Er wordt gewerkt volgens de ABCDE-methodiek. Er zijn vier MMC's in Nederland met elk een eigen coördinator en een eigen team van medewerkers. De MMC's zijn verdeeld in vier regio's, namelijk Noord, Oost, Midden en Zuid. De medische coördinatie van de MMC's ligt bij de medische commissie van de KNMV.

## Ledenaantallen
Hieronder de ontwikkeling van het ledenaantal en het aantal verenigingen:
| Jaar | Ledenaantal | Verenigingen |
| ---- | ----------- | ------------ |
| 2023 | 40 k        | 232          |
| 2022 | 42 k        | 239          |
| 2021 | 45 k        | 249          |
| 2020 | 46.619      | 256          |
| 2019 | 52.022      | 261          |
| 2018 | 55 k        | 269          |
| 2017 | 55.869      | 264          |
| 2016 | 53.422      | 271          |
| 2015 | 50.154      | 272          |
| 2014 | 52.721      | 279          |
| 2013 | 54.972      | 276          |
| 2012 | 56.235      | 276          |
| 2011 | 53.431      | 274          |
| 2010 | 48.321      | 278          |
| 2009 | 47.467      | 272          |
| 2008 | 43.752      | 286          |
| 2007 | 40.248      | 277          |
| 2006 | 36.293      | 270          |
| 2005 | 34.646      | 272          |
| 2004 | 33.726      | 273          |
| 2003 | 30.178      | 272          |
| 2002 | 28.130      | 283          |
| 2001 |             | 275          |
| 1999 | 24.266      | 291          |
| 1996 | 24.637      | 301          |
| 1993 | 21.718      |              |
| 1990 | 19.545      |              |
| 1987 | 14.274      |              |
| 1984 | 15.212      |              |
| 1981 | 14.800      |              |
| 1978 | 14.393      |              |